# Malalai från Maiwand
Malalai från Maiwand, född 1861, död 1880, är en afgansk krigshjältinna. Hon har kallats för "Afghanistans Jeanne d'Arc" och "Afghanistans Molly Pitcher". 
Enligt traditionen deltog hon på Ayub Khans sida mot britterna i det berömda slaget vid Maiwand under andra anglo-afghanska kriget 27 juli 1880, och tillskrivits den afghanska segern i slaget. Hennes far och fästman deltog i slaget, medan hon närvarade med andra kvinnor för att ägna sig åt sjukvård och laga mat åt männen. När slaget gick dåligt, tog hon upp en afghansk fana - enligt en uppgift använde hon sin slöja som fana - och höll ett patriotiskt tal till de pashtunska soldaterna som framgångsrikt höjde de afghanska soldaternas moral, vilket ledde till en afghansk seger. Själv ska hon ha dödats av en brittisk soldat under slaget. 
Malalai har länge hyllats som en folkhjältinna i Afghanistan. Offentliga institutioner som skolor och sjukhus har namngetts efter henne. Hon har flitigt förekommit i afganska skolböcker. 
Historisk forskning har inte kunnat bekräfta Malalais existens, och hon förmodas vara en påhittad figur. Varken samtida brittiska eller afghanska källor nämner henne, även en om brittisk rapport nämner att en kvinna dödades under ett annat slag samma år. Malalai tycks inte finnas nämnd någonstans längre tillbaka än på 1920-talet. 